# Rhytidoponera opaciventris
Rhytidoponera opaciventris är en myrart som beskrevs av Ward 1984. Rhytidoponera opaciventris ingår i släktet Rhytidoponera och familjen myror. Inga underarter finns listade i Catalogue of Life.